# Malkowice (gmina)
Malkowice – dawna gmina wiejska istniejąca do 1954 roku w woj. kieleckim. Siedzibą władz gminy za KP były Malkowice, w II RP – Przyborowice, a po II wojnie światowej – Gorzków, a po wojnie Gorzków.
Gminę zbiorową Malkowice utworzono 13 stycznia 1867 w związku z reformą administracyjną Królestwa Polskiego. Gmina weszła w skład nowego powiatu opatowskiego w guberni radomskiej i liczyła 2776 mieszkańców.
W okresie międzywojennym gmina Malkowice należała do powiatu opatowskiego w woj. kieleckim. Po wojnie gmina zachowała przynależność administracyjną. Według stanu z dnia 1 lipca 1952 roku gmina składała się z 21 gromad: Ceber, Dziewiątle, Gorzków, Gryzikamień, Grzybów, Jastrzębska Wola, Kiełczyna, Łagowica, Łagówka, Łopatno, Malkowice, Marianów, Miłoszowice, Niedźwiedź, Przyborowice, Skolankowska Wola, Ujazdek, Wierzbka, Wola Kiełczyńska, Wola Malkowska i Wygiełzów.
Jednostka została zniesiona 29 września 1954 roku wraz z reformą wprowadzającą gromady w miejsce gmin. Po reaktywowaniu gmin z dniem 1 stycznia 1973 roku gminy Malkowice nie przywrócono, a jej dawny obszar wszedł głównie w skład nowej gminy Bogoria w powiecie staszowskim oraz fragmentarycznie do gminy Iwaniska w tymże powiecie w woj. kieleckim.